# Adalberto Carrasquilla
Adalberto Carrasquilla (Panamaváros, 1998. november 28. –) panamai válogatott labdarúgó, az amerikai Houston Dynamo középpályása.

## Pályafutása

### Klubcsapatokban
Carrasquilla Panama fővárosában, Panamavárosban született.
2014-ben mutatkozott be a Tauro felnőtt keretében. A 2019–20-as szezon első felében a spanyol Cartagenánál szerepelt kölcsönben. A lehetőséggel élve, 2020-ban a spanyol klubhoz igazolt. 2021 és 2022 között az észak-amerikai első osztályban szereplő Houston Dynamo csapatát erősítette kölcsönben. Először a 2021. augusztus 8-ai, Minnesota United ellen 2–0-ra elvesztett mérkőzés 65. percében, Joe Corona cseréjeként lépett pályára. Első gólját 2021. augusztus 29-én, szintén a Minnesota United ellen hazai pályán 2–1-es vereséggel zárult találkozón szerezte meg. 2022. július 7-én 2½ éves szerződést kötött a Houston Dynamo együttesével.

### A válogatottban
Carrasquilla 2018-ban debütált a panamai válogatottban. Először a 2018. április 18-ai, Trinidad és Tobago ellen 1–0-ra megnyert mérkőzés 60. percében, Sergio Ortegat váltva lépett pályára. Első válogatott gólját 2019. szeptember 5-én, Bermuda ellen 4–1-es győzelemmel zárult CONCACAF-nemzetek ligája találkozón szerezte meg.

## Statisztikák
2023. június 11. szerint
| Klub           | Szezon   | Osztály  | Bajnokság | Bajnokság | Kupa  | Kupa | Nemzetközi | Nemzetközi | Összesen | Összesen |
| Klub           | Szezon   | Osztály  | Meccs     | Gól       | Meccs | Gól  | Meccs      | Gól        | Meccs    | Gól      |
| -------------- | -------- | -------- | --------- | --------- | ----- | ---- | ---------- | ---------- | -------- | -------- |
| Houston Dynamo | 2021     | MLS      | 10        | 1         | 0     | 0    | —          | —          | 10       | 1        |
| Houston Dynamo | 2022     | MLS      | 32        | 2         | 1     | 0    | —          | —          | 33       | 2        |
| Houston Dynamo | 2023     | MLS      | 15        | 1         | 2     | 0    | —          | —          | 17       | 1        |
| Összesen       | Összesen | Összesen | 57        | 4         | 3     | 0    | 0          | 0          | 60       | 4        |

### A válogatottban
| Válogatott | Év       | Pályára lépés | Gól |
| ---------- | -------- | ------------- | --- |
| Panama     | 2018     | 3             | 0   |
| Panama     | 2019     | 5             | 1   |
| Panama     | 2020     | 2             | 0   |
| Panama     | 2021     | 14            | 0   |
| Panama     | 2022     | 13            | 0   |
| Panama     | 2023     | 3             | 0   |
| Összesen   | Összesen | 40            | 1   |

#### Góljai a válogatottban
| # | Időpont             | Helyszín                           | Ellenfél | Gólok | Eredmény | Kiírás                                         |
| - | ------------------- | ---------------------------------- | -------- | ----- | -------- | ---------------------------------------------- |
| 1 | 2019. szeptember 5. | Nemzeti Stadion, Hamilton, Bermuda | Bermuda  | 4–1   | 4–1      | 2019–2020-as CONCACAF-nemzetek ligája (A liga) |